# Peder Fogstrand
Nils Peder Herbert Fogstrand, född 14 maj 1975 i Oscars församling i Stockholm, även känd som Greven, är en svensk "Stureplansikon" och mångsysslare. Han har deltagit i flera reklamkampanjer, bland annat för Bubblare och 118 800. Han har varit en pokersajts ansikte utåt både i Sverige och Norge med egna "pokerskolor", en kampanj som fick 100 000 tittare och kompletterades med tv-kampanjer.

## Bakgrund
Peder Fogstrand föddes 1975, växte upp i England men flyttade till Sverige 1996. I intervjuer och andra sammanhang har han många gånger gjort en poäng, med eller utan humor, om att hans far betalar notan. Samtidigt har han betonat att detta varit en form av belöningar för goda gärningar, som till exempel studier. I en intervju med Glife år 2004 uppgav han att han hoppades att få arbeta med event i framtiden.

## Kändisskap
Peder Fogstrands kändisskap saknar tydlig början men kan sannolikt härledas till att han flitigt frekventerat Stureplanskrogarna.
Med sina vänner Richard och Eddan Lindh slog Peder Fogstrand igenom på allvar genom ett inslag på TV4-nyheterna om trenden att "vaska" champagne. Han väckte uppmärksamhet och blev alltmer omskriven i snäva kretsar kring Stureplan. Snart blev han känd just för att vara känd. Nattklubbscheferna gav honom utrymme till egna sorters ceremonier där han skulle dansa tokigt med små fyrverkerier i händerna och snart blev han ett slags maskot för folket på Stureplan. I egenskap av detta har han sedermera inbjudits till debattprogram i TV3, plockat matsvamp i skogen, samt omskrivits i både Dagens Nyheter och Svenska Dagbladet.
I antologin 00-talet beskriver författaren Björn af Kleen Peder Fogstrand som en av Stureplans mest minnesvärda profiler och Aftonbladet har haft med honom på listan över personer som har "lyckats på nätet" Tidningen Café utsåg honom 2007 till "årets sämst klädda".